# Jens Nilsson (voetballer)
Jens Peter Nilsson (Kalmar, 30 juli 1972) is een Zweedse voetballer en voetbalcoach. Nilsson heeft gespeeld voor zowel IFK Norrköping als Kalmar FF, is het vooral bekend om zijn hattrick tegen Djurgården IF in 1999.

## Carrière
Nilsson speelde in de jeugd van Kalmar FF en maakte in 1987 zijn profdebuut bij de club. Na drie seizoen tekende hij een contract bij IFK Norrköping waarmee hij landskampioen werd in 1992. Hij keerde terug naar zijn jeugdclub en speelde er nog tot in 2003, hij won nog twee keer de Superettan in 2001 en 2003.
Na zijn spelerscarrière werd hij jeugdcoach bij Kalmar FF, hij was ook twee keer in 2018 en 2019 interim-coach. Hij staat anno 2020 aan het hoofd van de jeugdopleiding.

## Erelijst
- IFK Norrköping
  - Landskampioen: 1992

- Kalmar FF
  - Superettan: 2001, 2003